# Oshkosh (Wisconsin)
Oshkosh es una ciudad ubicada en el condado de Winnebago en el estado estadounidense de Wisconsin. En el Censo de 2010 tenía una población de 66.083 habitantes y una densidad poblacional de 958,95 personas por km².

## Geografía
Oshkosh se encuentra ubicada en las coordenadas 44°1′22″N 88°33′45″O / 44.02278, -88.56250. Según la Oficina del Censo de los Estados Unidos, Oshkosh tiene una superficie total de 68.91 km², de la cual 66.28 km² corresponden a tierra firme y (3.82%) 2.63 km² es agua.

## Demografía
Según el censo de 2010, había 66.083 personas residiendo en Oshkosh. La densidad de población era de 958,95 hab./km². De los 66.083 habitantes, Oshkosh estaba compuesto por el 90.51% blancos, el 3.1% eran afroamericanos, el 0.77% eran amerindios, el 3.2% eran asiáticos, el 0.05% eran isleños del Pacífico, el 0.72% eran de otras razas y el 1.65% pertenecían a dos o más razas. Del total de la población el 2.68% eran hispanos o latinos de cualquier raza, aunque "'Latino" no es una raza.